# Tabán Fesztivál
A Tabán Fesztivál, vagy Tabáni Majális egy 1968 óta a rendszerváltásig megrendezett ingyenes könnyűzenei fesztivál Budapesten. 1997-ben újraindult, évente megrendezik.

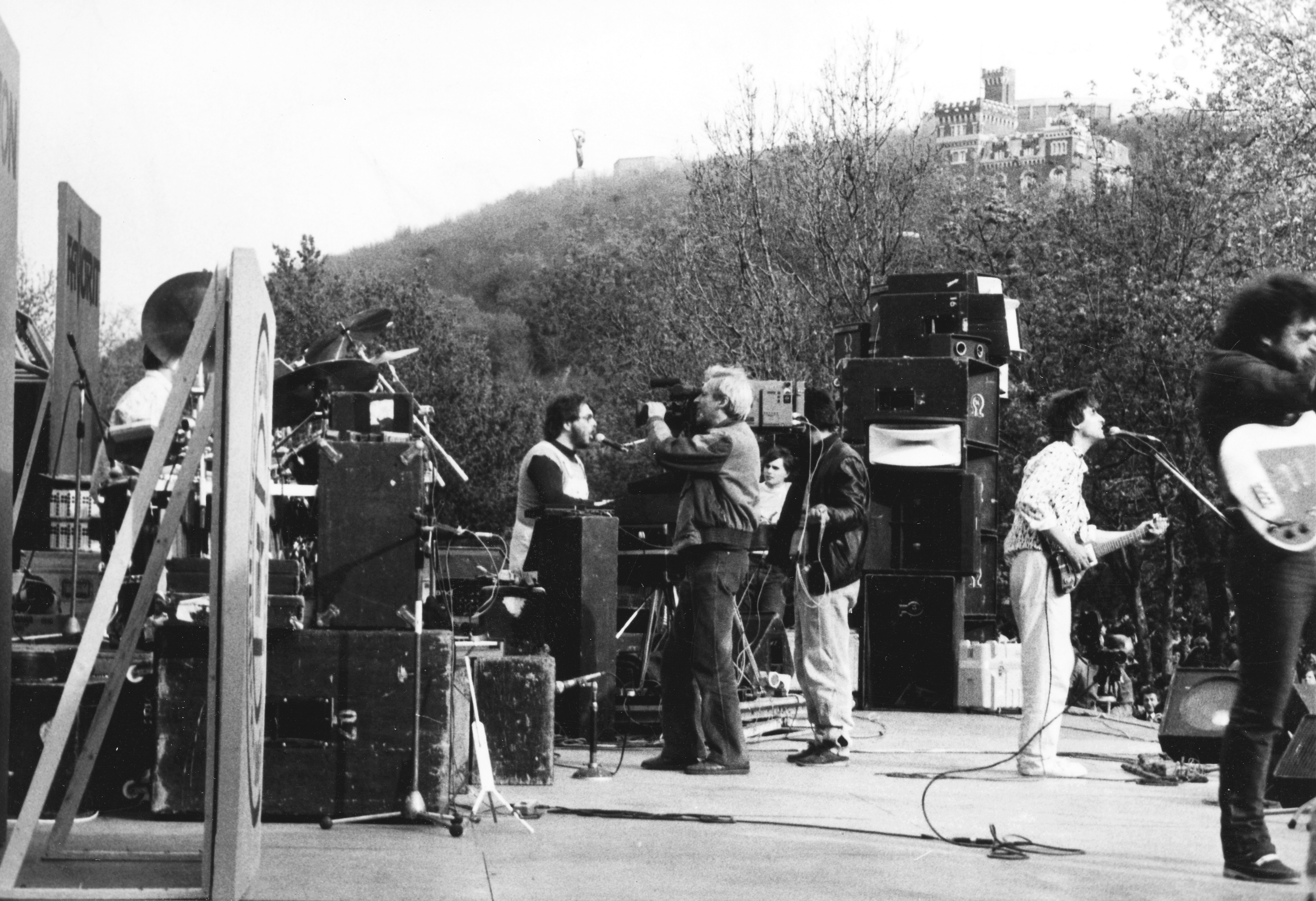
LGT koncert 1985 május 1-én

## Története
A fesztivált először 1968-ban rendezték meg Budán, a Hegyalja út kiszélesítése idején parkosított Tabán nevű városrészben. A tabáni buli az 1970-es évek magyar rockzenéjének szinte azonnal egy várva várt, fontos helyszíne lett. Ezeket a május elején megrendezett szabad ég alatti koncerteket az LGT és a Mini indította el, de a következő években a Hobo Blues Bandtől kezdve a Beatriceig az úgynevezett „nagy generáció” tagjai közül szinte mindenki fellépett ott, akinek valamilyen „rangja” volt a hazai rockzenei szcénában. Az LGT „Gyere, gyere ki a hegyoldalba” című slágerét éppen ez a békés tabáni majális ihlette.
A fesztivál a rendszerváltás közeledésével fokozatosan vesztett jelentőségéből; a 
Kádár-rendszer végén, 1987 május 2-án rendezték meg utoljára, ami egyben a Locomotiv GT (első) búcsúkoncertje is volt. Az együttes ezután gyakorlatilag feloszlott. Ekkoriban már elkezdtek május elsején kívül is szervezni rendezvényeket, koncerteket a parkba, de a "régi" fesztivál tíz évig szünetelt.
1997-ben a Rózsa Records szervezésében indult aztán újra és azóta is minden évben megrendezésre kerül.
A fesztivál mindig is ingyenes volt és az újjászervezés után is az maradt. Színpadán a nevesebb magyar rockzenekarok mellett helyet kapnak a fiatal(abb) rockegyüttesek, tribute zenekarok is.